# Spirtieră
Spirtiera este un instrument folosit în laboratoarele de fizică, chimie, biologie, pentru diverse experimente ce se desfășoară în prezența căldurii sau pentru a topi diverse substanțe chimice. Spirtiera este alcătuită din trei părți: partea de jos este "rezervorul" pentru spirt, filament de bumbac sau orice alt material ce nu conține poliester (deoarece poliesterul nu absoarbe spirtul sau orice alt lichid și se topește în prezența căldurii) și capacul rodat ce se află în partea de sus a spirtierei pentru a nu se evapora alcoolul din spirtiera.